# 2-Metilbutiramida
2-Metilbutiramida é o composto orgânico de fórmula C5H11NO e massa molecular 101,14694. É classificada com o número CAS 1113-57-1 e CBNumber CB31337546.